# Les Traîtres (Belgique)
Pour les articles homonymes, voir Traître.
Les Traîtres est une émission de télévision belge francophone diffusée sur RTL TVI depuis le 1er décembre 2021, soit neuf mois avant la version française. Elle est présentée par Frédéric Etherlinck. Il s'agit d'une adaptation de l'émission néerlandaise De verraders, diffusée sur RTL 4 en mars 2021.  

## Principe
Le jeu regroupe quatorze personnalités  réunies au sein d'un château, parmi lesquelles ont été désignés par la production deux ou trois traîtres, les autres étant les fidèles. Le principe reprend les règles du jeu Les Loups-garous dont le but est de démasquer les traîtres ou faire éliminer les fidèles selon son camp. L'élimination est décidée alternativement  par un vote entre tous les candidats restants en course lors du conseil en fin de journée puis par les traîtres se réunissant la nuit.
Chaque jour, les candidats participent à des épreuves psychologiques ou physiques en équipes pour tenter de gagner des lingots d'argent (saisons 1 et 2) ou des pièces d'or (saison 3). La somme qu'ils représentent sera versée à la fin du jeu au(x) vainqueur(s) qui peut/peuvent en céder une partie ou la totalité à une association. 
À la suite de l'élimination du premier traître, le traître restant ou les deux traîtres restants peuvent soit classiquement bannir un fidèle, soit proposer à un candidat fidèle de remplacer le traître éliminé. Si ce dernier accepte, il devient traître à compter de ce moment. S'il refuse, le nouveau traître poursuit le reste de l'aventure et ne peut bannir personne dans ce conseil ou est éliminé (saison 3).
Les traîtres gagnent si au moins un traître figure dans les trois derniers candidats. Les fidèles l'emportent s'ils terminent à trois. Le camp vainqueur partage la cagnotte entre ses survivants. Toutefois, dans le cas où les traîtres arrivent à deux au conseil final, une dernière épreuve leur est soumise :  ils doivent écrire sur leur ardoise un mot pour savoir quoi faire de l'argent récolté. Si les deux Traîtres écrivent « Loyauté », la cagnotte se partage entre les deux associations. S'il y a un « Loyauté » et un « Trahison », tout l'argent revient à la personne ayant choisi la trahison et si le mot « Trahison » est unanime, l'argent revient au dernier fidèle.

## Tournage
Les trois saisons sont tournées au château de Mielmont situé dans la commune wallonne de Jemeppe-sur-Sambre (province de Namur).

## Saisons

### Saison 1 (décembre 2021 et janvier 2022)
Pour la première saison, la production à fait uniquement appel à des anciens candidats de jeux télévisés belges ou français ainsi qu'à deux participants à la version belge de l'émission Vu à la télé. Les trois traîtres désignés sont Xavier, Virginie et Damien.
Les 14 candidats et candidates sont :
- Pholien, candidat de Koh-Lanta, fidèle et vainqueur,
- Scofield, candidat de Ninja Warrior, fidèle et vainqueur,
- Damien, candidat des douze coups de midi, traître et finaliste,
- Florian, candidat du Meilleur Pâtissier, fidèle, assassiné la cinquième nuit,
- Virginie Philippot, candidate de Secret Story, traître, éliminée au cinquième conseil,
- Xavier, candidat de Lego Masters, traître, éliminé par abandon, ayant avoué être un traître,
- Stéphanie Clerbois, candidate de Secret Story, de Maman et célèbre et des Anges, fidèle, éliminée au quatrième conseil,
- Jenny, candidate de Pékin Express, fidèle, assassinée la quatrième nuit,
- Sébastien, participant à Vu à la télé (version belge), fidèle, éliminé au troisième conseil,
- Bénédicte, participante à Vu à la télé (version belge), fidèle, assassinée la troisième nuit,
- Maud, candidate de Koh-Lanta, fidèle, éliminée au deuxième conseil,
- Aurélie Van Daelen, candidate de Secret Story et des Anges, fidèle, assassinée la première nuit,
- Claude, candidat de L’amour est dans le pré (version belge), fidèle, éliminé au premier conseil,
- Déborah, candidate de Mariés au premier regard (version belge)

Les deux fidèles Pholien et Scofield décident de rester fidèles et se partagent 28 lingots d'argent soit la somme de 9 000 € chacun.

### Saison 2 (janvier et février 2023)
Lors de la deuxième saison, la composition des candidats est beaucoup plus hétéroclite : on y retrouve toujours deux anciens candidats de jeux télévisés mais aussi des sportifs, des chanteurs, des présentateurs et animateurs d'émissions de télévision, des personnes actives sur les réseaux sociaux et un homme politique. Deux frères (Malik et Manzul) font partie du casting. Les trois traîtres désignés le premier jour sont Vanessa, Javier et Shauna.
Les 14 candidats et candidates sont :
- Vanessa Matagne, présentatrice météo de RTL TVI, traître et vainqueur,
- Christophe Rochus, tennisman, fidèle et finaliste,
- Denis Ducarme, homme politique, fidèle et finaliste,
- Tyana P, chanteuse et candidate de The Voice Belgique, fidèle, troisième éliminée au dernier conseil,
- Malik Akhmedov, coach sportif et animateur de Bouge à la maison, fidèle, deuxième éliminé au dernier conseil,
- Manzul Akhmedov, coach sportif et animateur de Bouge à la maison, fidèle puis traître, premier éliminé au dernier conseil,
- Mario Barravecchia, chanteur et candidat de la Star Academy, fidèle, assassiné la cinquième nuit,
- Thalya Culot, boxeuse, fidèle, éliminée au quatrième conseil (épisode 5),
- David Rodriguez, actif sur Tik Tok, fidèle, assassiné la quatrième nuit,
- Shauna Dewit, active sur Tik Tok, traître, éliminée au troisième conseil (épisode 4),
- Javier Rodriguez, candidat de Koh-Lanta, traître, éliminé au deuxième conseil (épisode 3),
- Marie-Christine Maillard, chanteuse et animatrice à RTL TVI, fidèle, assassinée la deuxième nuit,
- Benjamin Maréchal, journaliste et ancien présentateur d'On n'est pas des pigeons !, fidèle, éliminé au premier conseil (épisode 2),
- Audrey Vander Perre, comportementaliste canin, présentatrice de Mon nouveau compagnon, fidèle, assassinée la première nuit,

Un traître (Vanessa Matagne) se trouve parmi le trio final et remporte l'entièreté des gains : 34 lingots d'argent soit 22 100 €.

### Saison 3 (mars et avril 2024)
À l'instar de la saison précédente, les candidats de la saison 3 viennent de milieux divers et variés. Deux sœurs jumelles (Aurore et Alice) ainsi qu'un couple (Adelina et Benjamin) sont présents parmi les candidats. Contrairement au deux premières saisons, seulement deux traîtres (Barbara et Benny B) sont désignés le premier jour sans que les fidèles en connaissent le nombre réel et les gains sont matérialisés par des pièces d'or (d'une valeur de 500 €) au lieu de lingots d'argent.
Les 14 candidats et candidates sont :
- Toma Nikiforov, judoka, fidèle puis traître et vainqueur[5],
- Geeeko, rappeur, fidèle et finaliste,
- Aline Dessine, active sur YouTube, fidèle et finaliste,
- Barbara Gandolfi, femme d'affaires, traître et finaliste, seconde éliminée au dernier conseil,
- Nancy Sinatra, ancienne animatrice, fidèle et finaliste, première éliminée au dernier conseil,
- Teheiura, candidat de Koh-Lanta, fidèle, assassiné la cinquième nuit,
- Thierry Luthers, journaliste et écrivain, fidèle, éliminé au cinquième conseil,
- Aurore Morisse, antiquaire, membre d'Affaire conclue, fidèle puis traître, éliminée au quatrième conseil,
- Benjamin, candidat dans Le Meilleur Pâtissier, fidèle, assassiné la troisième nuit,
- Allan Theo, chanteur, fidèle, éliminé au troisième conseil,
- Adelina, candidate dans Le Meilleur Pâtissier, fidèle, assassinée la deuxième nuit,
- Benny B, rappeur et chanteur, traître, éliminé au deuxième conseil,
- Alice Morisse, militaire, fidèle, assassinée la première nuit,
- Patricia Millis, astrologue sur Bel RTL, fidèle, éliminée au premier conseil.

Un traître (Toma Nikiforov) se trouve parmi le trio final et remporte l'entièreté des gains : 45 pièces d'or soit 22 500 €.